# Velika nagrada Pescare 1950
Velika nagrada Pescare 1950 je bila trinajsta neprvenstvena dirka Formule 1 v sezoni 1950. Odvijala se je 15. avgusta 1950.

## Dirka
| Poz | Dirkač               | Dirkalnik         | Čas/Odstop      |
| --- | -------------------- | ----------------- | --------------- |
| 1   | Juan Manuel Fangio   | Alfa Romeo 158    | 3h02m51.4       |
| 2   | Louis Rosier         | Talbot T26C       | 3h03m09.0       |
| 3   | Luigi Fagioli        | Alfa Romeo 158    | 3h03m15.0       |
| 4   | Philippe Etancelin   | Talbot T26C       | 3h09m40.4       |
| 5   | Pierre Levegh        | Talbot T26C       | +1 krog         |
| NC  | Luigi de Filippis    | Maserati 4CLT/48  | +2 kroga        |
| NC  | Felice Bonetto       | Maserati 4CLT/50  | +6 krogov       |
| Ods | Toulo de Graffenried | Maserati 4CLT/48  |                 |
| Ods | Adolfo Schwelm       | Jaguar XK120      |                 |
| Ods | Clemente Biondetti   | Ferrai 166-Jaguar |                 |
| Ods | Prince Bira          | Maserati 4CLT/48  |                 |
| Ods | Georges Grignard     | Talbot T26C       | Trčenje         |
| Ods | Henri Louveau        | Talbot T26C-GS    | Čeplaka za olje |
| Ods | Franco Rol           | Maserati 4CLT/48  | Motor           |